# Stara Łomnica

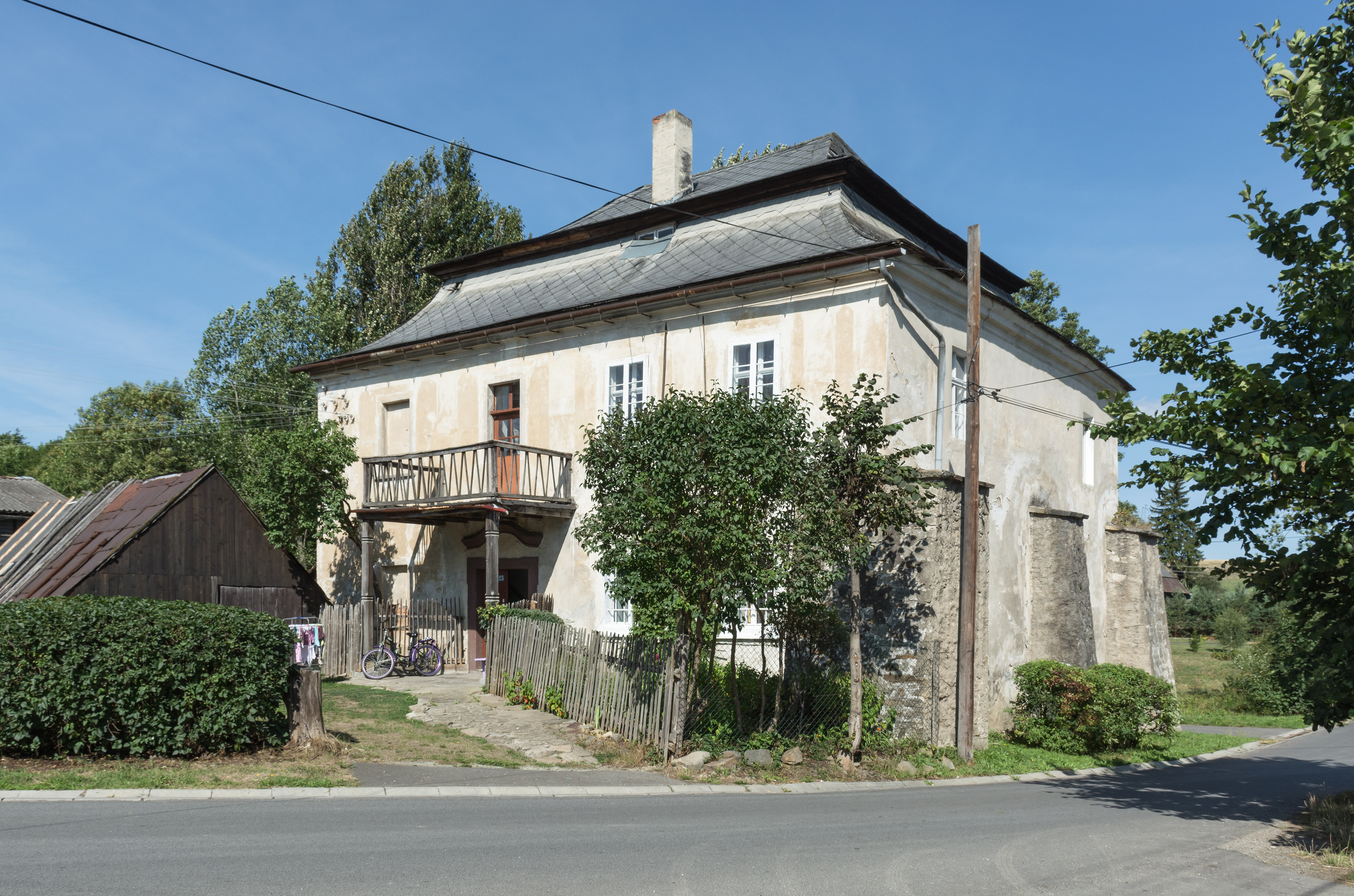
Dwór dolny w Starej Łomnicy

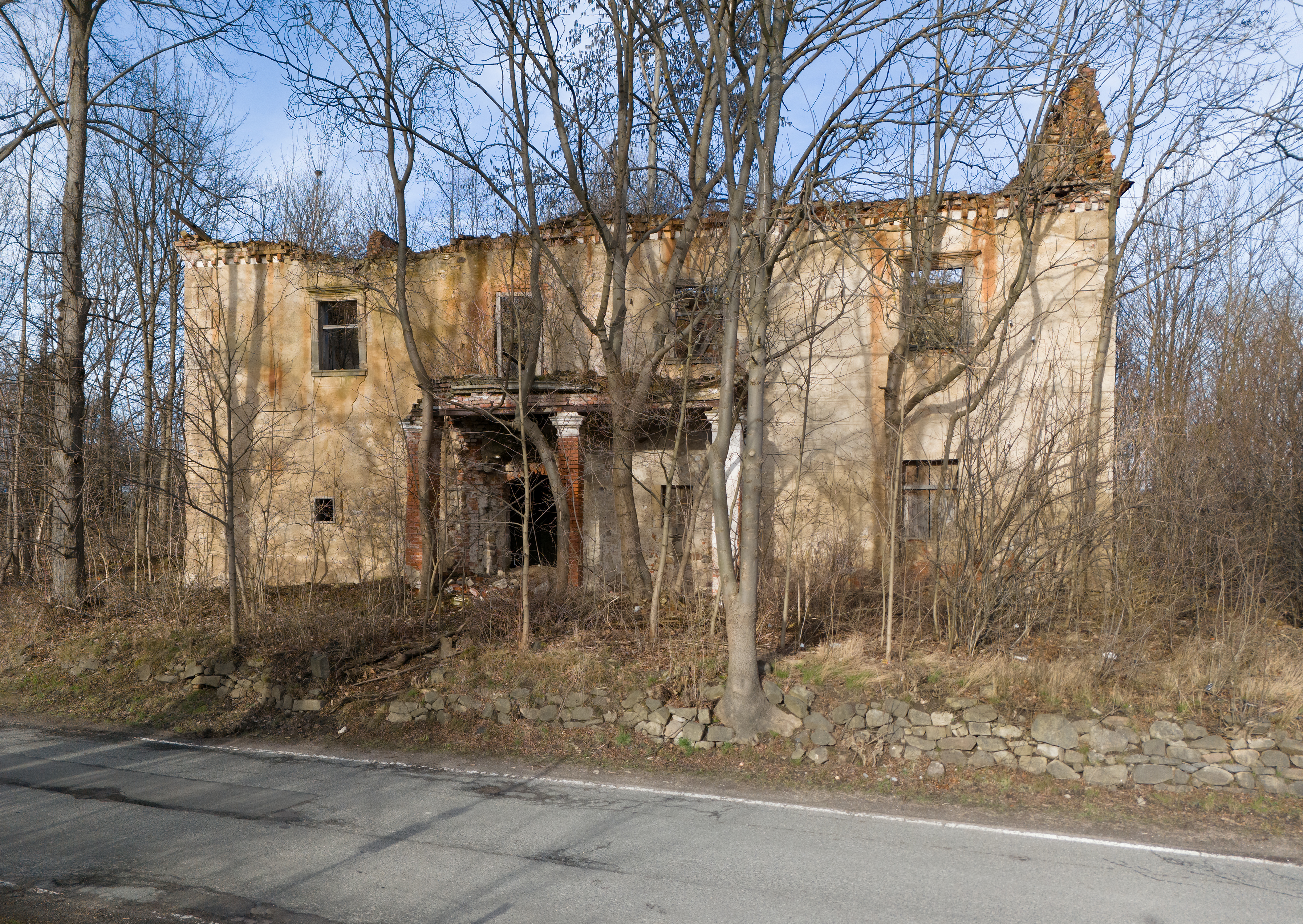
Dwór górny w Starej Łomnicy

Stara Łomnica (niem. Alt Lomnitz} – wieś w Polsce, w województwie dolnośląskim, w powiecie kłodzkim, w gminie Bystrzyca Kłodzka.

## Położenie, administracja
Stara Łomnica to bardzo duża wieś łańcuchowa o długości około 5 km, leżąca w Rowie Górnej Nysy, na Wysoczyźnie Łomnicy, na wysokości około 350–520 m n.p.m.
W latach 1975–1998 miejscowość należała administracyjnie do województwa wałbrzyskiego.

## Nazwa
W roku 1316 miejscowość figurowała pod nazwą Lomnicz, od 1613 nazywała się Alt Lomnitz. 12 listopada 1946 nadano miejscowości polską nazwę Stara Łomnica.

## Historia
Pierwsza wzmianka o Starej Łomnicy pochodzi z 1316 roku, a w 1336 roku było tu wolne sołectwo. W pierwszej połowie XIV wieku w miejscowości osiedlili się członkowie rodziny von Pannwitzów, którzy wznieśli dwór środkowy, będący odtąd siedzibą jednej z gałęzi ich rodu. Dwór był w posiadaniu von Pannwitzów do 1815 roku. W 1842 roku w Starej Łomnicy były aż 242 budynki, w tym: kościół parafialny, plebania, szkoła katolicka, pięć młynów wodnych, tartak, gorzelnia i gospoda. Z czasem wieś nabrała znaczenia letniskowego. Po 1945 roku Stara Łomnica pozostała bardzo dużą wsią rolniczą. Do 1973 roku była wsią gromadzką.

## Zabytki
Do wojewódzkiego rejestru zabytków wpisane są:
- Kościół św. Małgorzaty w Starej Łomnicy, parafialny, wzmiankowany w 1384 r., jednak z tamtych czasów przetrwała tylko gotycka wieża i fragmenty murów prezbiterium, a obecna budowla, w stylu barokowym, została wzniesiona w XVIII w.

We wnętrzu kościoła znajdują się m.in. obrazy autorstwa Hieronymusa Richtera, barokowe wyposażenie m.in. ołtarz i ambona. Za ołtarzem manierystyczny nagrobek z 1611,
- krzyż przydrożny, przed kościołem par., nr rej. B/1723/629 z 20.12.1981
- plebania, z 2. połowy XVIII wieku,
- przydrożna kaplica św. Rocha, z 1680 roku, wzniesiona dla upamiętnienia epidemii dżumy[6],
- dwór dolny, obecnie dom nr 23, z końca XVI wieku, przebudowany w XVIII i na początku XX wieku,
- dwór górny, obecnie dom nr 89, z 1570 roku, przebudowany w latach 1600–1635 i w XIX wieku,
- dwór środkowy, obecnie dom nr 72, z drugiej połowy XVI wieku, przebudowany w 1617 roku i w XIX wieku,
  - wieża mieszkalna, obecnie budynek gospodarczy przy dworze nr 72, z XV wieku, przebudowana w 1897 i 1935 roku, jest to jedna z najlepiej zachowanych kamiennych wieży mieszkalnych na Dolnym Śląsku,
- chałupa nr 9, z połowy XIX wieku (nie istnieje).
- kolumna maryjna, przy drodze Starkówek – Nowa Łomnica – Stara Łomnica, kom., kon. XVIII, nr rej. B/1948 z 2.09.2008
- kapliczka słupowa, w bocznej ulicy na początku wsi, kam., 1607, nr rej.; B/ 1373/647 z 2.05.1985
- figura św. Jana Nepomucena, obok kaplicy pw. św. Rocha, kam., 1814, nr rej.: B/1237/648.

Inne zabytki:
- dawna karczma pochodząca z XVIII wieku, obecnie nr 29,
- liczne domy mieszkalne i gospodarcze pochodzące z XVIII i XIX wieku,
- kilka kapliczek i krzyży przydrożnych.